# Euthima araujoi
Euthima araujoi là một loài bọ cánh cứng trong họ Cerambycidae.